# Ulica 11 Listopada w Olsztynie

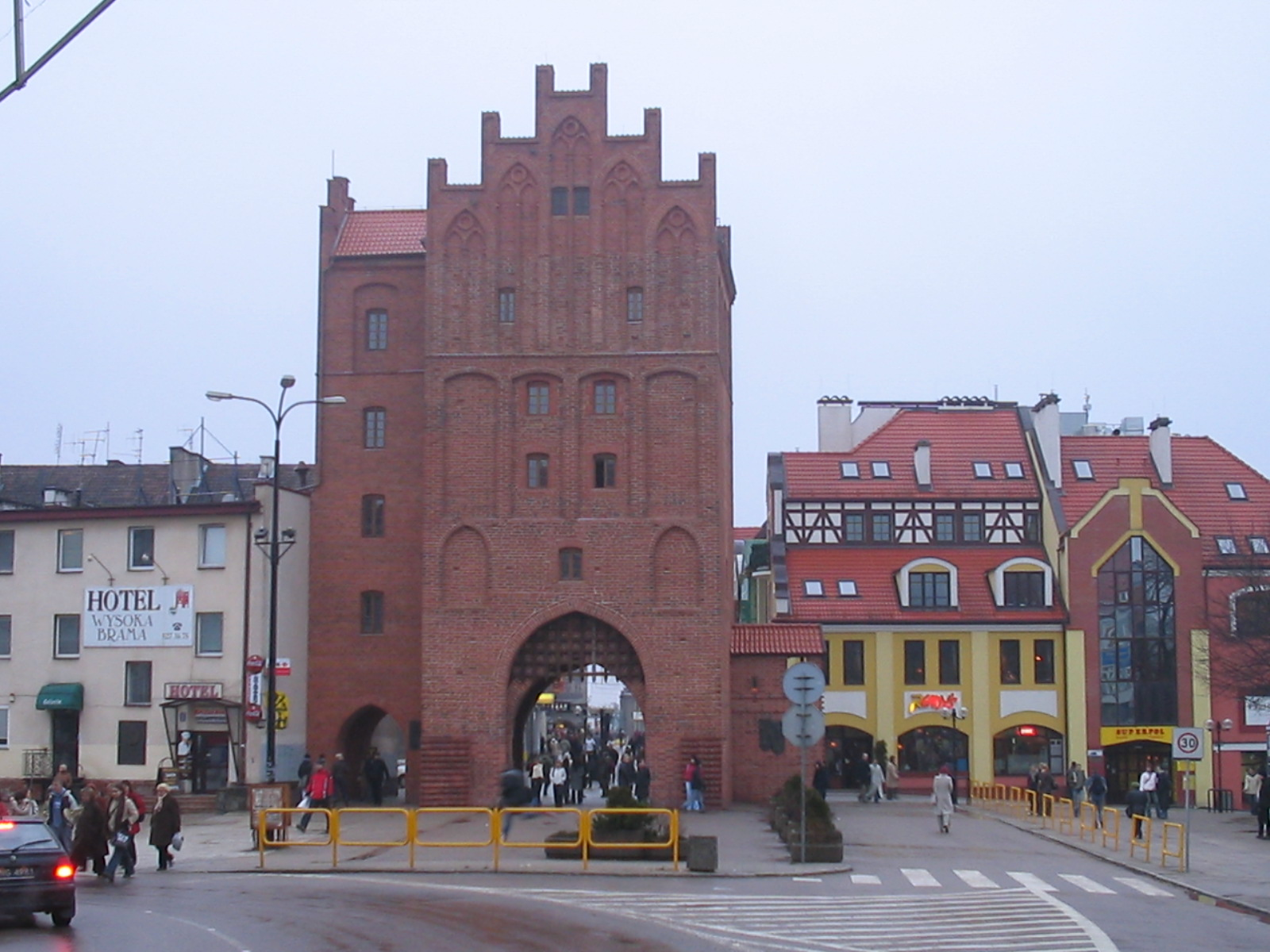
Wysoka Brama

Ulica 11 Listopada – ulica w Śródmieściu Olsztyna. Biegnie od placu Jana Pawła II do skrzyżowania z placem Jedności Słowiańskiej.

## Historia
Do 1910 roku nazwa ulicy brzmiała Oberrohstadt (Górne Przedmieście), w 1910 nazwę zmieniono na Zeppelin-Straße (ulica Zeppelina – na cześć Ferdynanda Grafa von Zeppelina, konstruktora niemieckiego). Podczas drugiej wojny światowej część kamienic stojących przy ulicy uległo zniszczeniu. Luka powstała między ulicami Marii Skłodowskiej-Curie i Wyzwolenia została zabudowana w latach 60. XX wieku parterowymi budynkami. Po wojnie nazwę ulicy zmienino na 22 Lipca – dzień Narodowego Święta Odrodzenia Polski. Wraz ze zmianami ustrojowymi w Polsce, nazwę zmieniono na 11 Listopada – na cześć Narodowego Święta Niepodległości.

## Dane ulicy
Ulica 11 Listopada jest ulicą jednokierunkową przez którą przebiega linia tramwajowa 1 z przystankiem końcowym Wysoka Brama.